# 微波硫灯

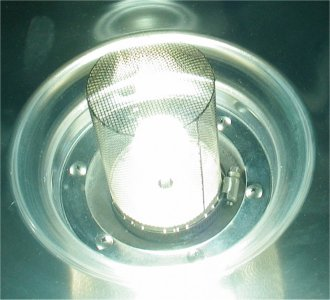
微波硫灯

微波硫灯（也称硫灯），是一种高效全光谱无极灯，利用2450MHz的微波辐射来激发石英泡壳内的发光物质硫，使它产生连续光谱，用于照明。该技术最早出现在1990年代，但直到2005年微波硫灯才开始商业应用。

## 工作原理
微波硫灯包含一个大约30mm左右石英球泡，球泡中含有几毫克的硫粉末和氩气。球泡置于一个金属网的微波谐振腔中。一个磁控管发射2.45GHz的微波，通过波导轰击球泡。微波能量激发气体达到5个标准大气压，使硫被加热到极高温度形成等离子发光。由于微波硫灯工作时温度极高，需要足够的散热措施以防止球泡熔化。
因为硫会与金属电极发生化学反应，所以硫灯无法采用传统的带电极的结构。
硫灯灯泡的寿命大约6万小时，但磁电管的设计寿命目前只有1.5—2万小时。
除荧光灯外，微波硫灯比其他气体放电类电光源具有更短的预热时间，并且切断电源后5分钟内就能够重新启动。
第一个原型灯是5.9千瓦的灯，具有每瓦80流明的发光效率。第一个生产的型号分别为每瓦96.4流明。后来的型号采用能够取消冷却风扇，提高发光效率达到每瓦100流明。

## 光譜特質
等离子态的硫主要成分是双硫原子结构（S2），因此微波硫灯属于分子激发发光，而不是原子激发。这样所激发的光谱是连续的，并且完整覆盖可见光谱。大约73%的发光落在可见光谱范围，而有害的紫外线成分不到1%。所发出的光非常接近太阳光。这些特点都是其他人造光源所无法比拟的。
光谱输出峰值在510纳米，色温大约6000开尔文，CRI为79。即使把光输出调低到15%，也不会影响发光质量。利用滤波片或在灯泡中添加其他化学元素可以对发光质量作进一步改善。

## 优点
微波硫灯具有高光效（η>85lm/w）、长寿命（>40000小时）、光谱连续、光色好（色温6000-7000K，显色指数Ra>75）、无汞污染、良好的流明维持率、瞬时启动、低紫外和红外输出、发光体小等优点。

## 应用
微波硫灯的功率比较大，都在千瓦以上，主要适用于大范围室外照明。

## 参阅
- 无极灯